# Mistral (Zug)
Der Mistral war ein hochklassiger Fernzug der SNCF, der Paris mit Marseille und Nizza verband. Er erhielt seinen Namen von dem so bezeichneten starken Wind, der aus nordwestlicher Richtung über Frankreich in den Mittelmeerraum weht. Mit einer durchschnittlichen Reisegeschwindigkeit von zuletzt 127,7 km/h galt er bis 1981 als schnellster fahrplanmäßig fahrender Zug in Europa.

## Geschichte
Der Mistral nutzte in Paris den Gare de Lyon. Als Tagesschnellzug bildete er das Gegenstück zu dem schon seit langer Zeit verkehrenden Nachtzug Train Bleu.

### Rapide
Der Rapide Mistral wurde ab 1947 zwischen Paris und Marseille auf die Strecke geschickt. Der prestigeträchtige Zug erhielt die Zugnummer „R 1“ (in der Gegenrichtung: „R 2“). Er führte ausschließlich Wagen der damaligen ersten und zweiten Klasse sowie Pullmanwagen der Compagnie Internationale des Wagons-Lits (CIWL). 1952 wurde die Fahrstrecke bis Nizza verlängert. Für die 1088 km benötigte der Zug genau 11 Stunden. Zwischen Paris und Lyon hatte der Zug elektrische Traktion, zwischen Lyon und Marseille wurden dafür die damals noch neuen Dampflokomotiven der Baureihe 241 P und im Abschnitt zwischen Marseille und Nizza ölgefeuerte 141 R verwendet.
Ab 1953 wurden für den Zug neuartige INOX-Wagen aus rostfreiem Stahl beschafft, die später als „Mistral 56“ bezeichnet wurden. Europaweit erstmals besaßen diese Wagen eine Klimaanlage. Weiterhin mitgeführt wurden ein Vorkriegspullmanwagen und ein Speisewagen der CIWL, die keine Klimaanlage hatten, aber bis 1969 eingesetzt wurden – der Mistral wurde damit später zum einzigen TEE, der einen Pullmanwagen mitführte. Nach der europäischen Klassenreform von 1956 führte der Mistral nur noch die (neue) 1. Klasse.
1956 wurde die Höchstgeschwindigkeit für den Zug auf 150 km/h angehoben. Er erreichte damit zwischen Paris und Dijon eine durchschnittliche Reisegeschwindigkeit von 132,2 km/h.

### TEE
Der Zug wurde mit dem Fahrplanwechsel im Sommer 1965 in das TEE-Netz eingegliedert. Er fuhr nun als TEE 1 von Paris nach Nizza und als TEE 2 in der Gegenrichtung. Abschnittsweise wurde die Höchstgeschwindigkeit des Zuges zwischen 1965 und 1968 auf 160 km/h angehoben. Zwischenhalte waren Dijon (bis Februar 1969 nur TEE 1), Lyon, Valence, Avignon, Marseille, Toulon, Saint-Raphaël, Cannes und Antibes. Der TEE 1 begann seine Fahrt um 13:10 Uhr in Paris und erreichte Nizza um 23:20 Uhr, später wurde die Ankunftszeit auf 22:25 Uhr vorverlegt. Der Gegenzug nach Paris fuhr um 13:20 Uhr in Nizza ab (später 14:35 Uhr) und erreichte die französische Hauptstadt um 23:25 Uhr (23:35 Uhr). Zeitweise führte der Zug auch einen Kinowagen.
1969 erhielt der Zug neue Wagen, die als Mistral 69 bezeichnet wurden und weitgehend den TEE-Inox-Wagen PBA von 1964 entsprachen. Die bisherigen Fahrzeuge kamen mit Ausnahme der Pullmanwagen, die abgestellt wurden, im TEE-Zug Goethe zum Einsatz. Für die Energieversorgung wurde ein Generatorwagen mitgeführt, neben einem Speisewagen führte der Zug einen speziellen Barwagen mit Verkaufskiosk, Kunstgalerie, Zugsekretariat und Friseursalon. Der Zug wurde ab 1969 mit Schnellzug-Elektrolokomotiven der Reihen BB 9300 und CC 6500 bespannt.
1981 wurde die neue Schnellfahrstrecke Paris–Lyon eröffnet und mit den Hochgeschwindigkeitszügen TGV befahren. Damit bestand kein Bedarf mehr an der teuren und nun relativ langsamen Verbindung mit einem TEE. Der Zug fuhr am 26. September 1981 zum letzten Mal als TEE 10 und TEE 11. Bis 1982 lief er noch als zweiklassiger Zug mit Corail-Wagen zweiter Klasse und wurde danach eingestellt.